# 収穫の十二月
『収穫の十二月』（しゅうかくのじゅうにがつ、英：Harvest December）は、日本の同人ゲームサークルのtalestuneが開発した短編ビジュアルノベルシリーズ。

## 概要
人の姿の神と人間が共存する雪国の町を舞台に、主人公の高校生の紺野柾木（こんのまさき）、そして、彼を夫に迎え入れようと考える町の土地神の少女・しろと同級生の十和田雪（とわだゆき）による三角関係を軸に物語が展開される。本シリーズは連続する13か月の高校生活について描かれ、1か月の出来事を1話とする全13話の物語として構成されている。
2006年当時のtalestuneは長編ノベルゲームを作る体制がなかなか整わず活動が停滞気味で、現体制に合った小規模な作品を作ろうということで企画が始まった。同年12月31日にPCソフト『収穫の十二月』を発売し2007年2月14日に『贈与の二月』を無料配信した後、オムニバスソフトの『収穫の十二月〜冬』『収穫の十二月〜春』『収穫の十二月〜夏』『収穫の十二月〜秋』と最終話の『収斂の十二月』を2007年内に発売した。また2011年5月1日には、本編シリーズ作品とウェブ企画追加シナリオ3作品（後述）を全収録したPCソフト『収穫の十二月〜四季』が発売された。
PC版以外では、iOS版が2009年より、Android版が2012年より単話発売が行われた。また、2013年からはフライハイワークスより「プチノベルシリーズ」としてニンテンドー3DS版が単話発売され、2015年12月10日にはCIRCLE Entertainmentより全13話を一つのソフトに収録した英訳バージョンが欧米で発売された。ニンテンドー3DS版は2016年11月時点でシリーズ累計10万本以上を売り上げている。

## 本編作品

### 収穫の十二月〜冬
PC版：2007年8月17日発売
第一話 収穫の十二月
PC版（単話）：2006年12月31日発売、iOS版：2009年7月28日配信、Android版：2012年6月1日配信、ニンテンドー3DS版：2013年12月18日発売
PC版は2008年7月21日より公式サイトで無料配信。また、iOS/Android版も無料配信。
東京から豪雪地帯の多紙町（たがみちょう）へ引っ越してきた高校二年生の紺野柾木は、町の土地神である少女・しろと転校先の高校の同級生で名家の娘・十和田雪から連日愛の告白をされ、ともに受け入れる。その後、雪はクラスメイト達の前で柾木に「君とのややこ（赤ん坊）が欲しい」と語り、一方のしろは柾木を誘惑して気を引こうとするが、当の柾木は両方とも特に好きではないという態度をとり続ける。こうした中、柾木を見定めたいと考える雪の母親の十和田真白（とわだましろ）により柾木は道場に連れ出され、武器を持って雪と勝負することになるが、柾木の勝利により真白に認められる。
大晦日の夜、柾木と雪、そして同級生の遠山耕平（とおやまこうへい）、森野早苗（もりのさなえ）、耕平の妹の遠山瑞穂（とおやまみずほ）の五人は雪深い多紙山の中腹にある多紙神社を訪れ宴会を始める。そのさなか、耕平、早苗、瑞穂の三人は柾木と雪を二人きりにしようと密かに神社を抜け出て先に下山するが、暖房のない中で残された二人は命の危険にさらされ、柾木は傍にあった神体を通じてしろを呼び出し助けを求める。しろは条件として柾木が自分のものになることを求め柾木は一旦応じるが、直後に雪から突然キスされたことで態度を翻し、危険を覚悟で吹雪の中の下山を決める。しかし、道中で寒さに耐えきれず倒れてしまう。
柾木は救急搬送中に目を覚まし、十和田家が経営する十和田病院で一時的に入院する。柾木たちはしろの気まぐれにより命を救われていた。雪の病室を訪れた柾木は神社での意趣返しで雪にキスするが、直後に部屋の神棚から突然しろが現れ、雪への対抗心を燃やす。
第二話  境域の一月
iOS版：2009年9月1日発売、Android版：2012年9月18日発売、ニンテンドー3DS版：2014年1月29日発売
本作は遠山瑞穂の視点で進行する。
初詣のため多紙町と隣町の酒島町（さかしまちょう）の境にある酒島神社を訪れた瑞穂と柾木は、境内で酒島町の土地神である少年・まどいと出会う。土地神は本来、他の境域を侵してはならない掟があるが、失われた自身の神の力を探し求める中で足を踏み入れていた。瑞穂は仲間たちを巻き込んで「遠山瑞穂探検隊」なるチームを結成し、力の行方を調査した結果、しろが持っていたことが判明する。しろは、かつてまどいの父が境域を侵ししろを殺そうとした際に返り討ちにし力を得ていた。瑞穂はしろにじゃんけん対決を持ち掛け、これに勝利したことでまどいに力が戻る。しかし、まどいはしばらく行動をともにした瑞穂たちを家族のように思い始め、力を得たことで酒島町に戻らなければならない状況に困惑する。その後、瑞穂の機転により力をしろに預けるという形式が取られ、まどいは多紙町で瑞穂たちとともに生活することになる。
第三話 贈与の二月
PC版（単話、無料DLソフト）：2007年2月14日配信、iOS版：2009年9月18日発売、Android版：2012年9月18日発売、ニンテンドー3DS版：2014年2月26日発売
本作は場面により森野早苗と柾木のいずれかの視点で進行する。
柾木は早苗から相談を受ける。早苗は昨年大晦日の下山時（『収穫の十二月』）に手を握ってきた遠山耕平に恋心を抱いているが、親しい関係が壊れることを恐れ行動を起こせずにいた。話し合いの結果バレンタインデーに告白することを決め、一方で、同じく耕平に想いを寄せる恋敵の田上桜（たがみさくら）と上杉もより（うえすぎもより）に探りを入れる。
バレンタインデー当日、柾木は耕平の名前を利用して桜ともよりを料亭「とわだ」に行くよう誘導し、邪魔者が去ったことを確認した早苗は耕平に校舎裏で待っていてほしいと告げ耕平は場を離れる。しかしその直後、早苗は担任教師から三時間ほどかかる用事を頼まれ、引き受けてしまう。これを知った柾木は現実逃避する早苗を叱責し、耕平のもとへ向かわせる。凍えながら待っていた耕平に早苗は手製のチョコレート入りの包みを渡すが、想いを伝えないまま走り去る。事情がつかめず困惑する耕平は包装紙を解き、チョコレートがハート型だったのを見てようやく気持ちを察する。
第四話 恋々の三月
iOS版：2009年10月3日発売、Android版：2012年9月18日発売、ニンテンドー3DS版：2014年3月19日発売
柾木がアルバイトをしている小料理屋「さなえ」に十和田真白が訪れ、高額のアルバイトを紹介する。それは、真白が実業家の女性・犬飼（いぬかい）から預かった赤ん坊の恋（れん）を世話するベビーシッターを雪とともに一週間行うというものだった。仕事を引き受けた柾木と雪は周囲から恋が二人の子であるとの誤解を受けながらも育児に奮闘するが、あくまで仕事と割り切る柾木と真摯に取り組む雪との間に温度差が生じる。そして最終日には口論に発展するが、恋がそれぞれの手を強く握ったことで反省し、二人は名残惜しさを感じながら恋を犬飼に引き渡す。

### 収穫の十二月〜春
PC版：2007年8月17日発売
第五話 青嵐の四月
iOS版：2009年10月10日発売、Android版：2012年9月21日発売、ニンテンドー3DS版：2014年4月23日発売
新学期が始まった高校に、柾木の東京居住時の彼女だった蒼（あお）が転入してくる。柾木は蒼の狂気的な態度に恐れを感じ距離を置いていたが、蒼はそうした柾木を追いかけて多紙町に来たのだった。そして、蒼はしろが百年前に産んだ娘であり、限定的ながら神の力を有していた。新たに形成された四角関係の影響で柾木はストレス性の胃炎を発症するが、その後、柾木を見かねた十和田真白の提案により、治療のための「劇薬」として蒼、雪、しろの三人と一週間の共同生活を送ることになる。そして柾木の症状が改善した状態で迎えた最終日の夜、柾木と蒼は十和田家の私有地にある桜を見に行き、意識が変化した蒼は神の力で青い桜の花びらを散らせて見せる。
第六話 闘劇の五月
iOS版：2009年10月26日発売、Android版：2012年9月21日発売、ニンテンドー3DS版：2014年5月21日発売
酒島町を離れ多紙町で生活を送っていたまどいのもとに、姉のまよいが現れる。まよいはまどいの失われた力を取り戻そうと奔走していたが、既に力が戻っていたため目標を失い意気消沈する。その後柾木と意気投合したこともあり気力を取り戻すまよいだったが、かねてから抱いていたしろへの敵対心があらわになり、しろがこれに一歩も引かない姿勢を見せる。これを受けて、町をあげてのイベントとしてしろとまよいの対決が行われることになり、結果的に引き分けに終わる。この後、まよいは教職員免許所持の経歴を活かして高校で働き始め、一方で技術科準備室を私物化してしろ打倒の武器製造に邁進する。
第七話 婚儀の六月
iOS版：2009年11月4日発売、Android版：2012年9月21日発売、ニンテンドー3DS版：2014年6月25日発売
本作は耕平の視点で進行する。
二月（『贈与の二月』）のバレンタインデー以降、耕平は早苗のことを意識し始めたものの進展はなかった。ある時、耕平が高校卒業後に町を離れ進学するという目標を語ると、実家の小料理屋を継ぐつもりだった早苗はショックを受けてしまう。これを知った早苗の母の森野裕美（もりのゆみ）は、二週間後に行われる親戚の結婚式の付添人を耕平に依頼する。町の習俗では付添人が好きな女の子を相手に選ぶことになっていた。耕平は自身の気持ちを確認するために田上桜と上杉もよりのもとへ赴くも結局早苗を選び婚儀に臨む。そして親戚夫婦の段取りの終了後には耕平と早苗に対する祝福の儀式が行われるが、そこで祝福の光に包まれたのは早苗のみで耕平には光が注がれなかった。儀式を主宰するしろは、耕平は早苗との祝福を完全には望んでいなかったと語る。その後に二人は口論となり互いの想いをぶつけ合うが、耕平は冬までに答えを出すと伝え、ひとまずその場を収める。

### 収穫の十二月〜夏
PC版：2007年10月8日発売
第八話 神学の七月
iOS版：2009年11月30日発売、Android版：2012年9月27日発売、ニンテンドー3DS版：2014年7月16日発売
夏に差し掛かろうという季節の多紙町は大雪に見舞われ、同時に異形の神々が至る所で姿を見せ始める。こうした異変はしろの力が失われたことが原因で、自責の念に駆られ落ち込むしろは柾木の家でしばらく休養を取る。しかしその後、柾木たちの前に、しろに付き添っていたはずの狼のシロウが神々を率いて現れ襲い掛かる。しろは柾木をかばい重傷を負うが、そこへ現れたまどいが力を発揮したことにより神々は消滅する。
第九話 祝祭の八月
iOS版：2009年12月29日発売、Android版：2012年9月28日発売、ニンテンドー3DS版：2014年8月27日発売
夏休み期間中の柾木と仲間たちは、しろの力を取り戻す神降ろしの儀式が行われる孤島・六式島（ろくしきとう）へ向かう。しろは柾木を伴侶として儀式を行い無事復活するが、直後にその場にいた島民の少女・一曲（いちもんじまがり）が豹変し、それに呼応するように島中の女性たちが凶暴化し始める。柾木たちが総出で抑え込みを図る中、雪は柾木を伴侶とした儀式により力を得て曲と対決し、雪の勝利をもって事態は収束する。
一同が町へ戻った後の八月末日、柾木は雪としろから呼び出される。二人は、島で行なった柾木との儀式の「副作用」として、ともに懐妊したことを告げる。
なお、本作の舞台の六式島や一部登場人物は、talestuneのゲームソフト『神事闘劇カーニバル』と共通している。

### 収穫の十二月〜秋
PC版：2007年11月18日
第十話 子宮の九月
iOS版：2010年1月23日発売、Android版：2012年10月1日発売、ニンテンドー3DS版：2014年9月24日発売
困惑する柾木をよそに、町中では雪としろの懐妊を祝福する雰囲気に包まれる。そうした中、柾木の前に高校の後輩だという少女・中平ゆかり（なかひらゆかり）が現れ、転校するまでの一か月間だけ恋人になってほしいと告白する。柾木はそれを受け入れてしまい、一か月の交際の末にゆかりは柾木と駅で別れ電車に乗り込む。その直後、柾木は事情を知る蒼にゆかりの家の場所まで連れられると、その家は間もなく消えようとしており、ゆかりは雪としろが柾木の前でどう振る舞えばいいのかを試すために創り上げた人形だったと伝えられる。そして、電車が多紙町の境界を越えた時、ゆかりは人知れず消滅する。
第十一話 破談の十月
iOS版：2010年2月11日発売、Android版：2012年10月3日発売、ニンテンドー3DS版：2014年10月22日発売
高校で年に一度の学園祭が始まった。会場の一角では、雪としろの助産を行う予定の神・みかみが未来を占っており、耕平と早苗、柾木と雪の二組が話を聞く。そこで冬に願いが叶うとみかみが語ると、耕平と柾木の心に変化が現れる。学園祭の終了後、耕平は、一緒になれば店を継がされるとの強迫観念を自身に与える早苗を棄てて上杉もよりになびき、柾木は、つわりを起こし弱っているしろを差し置いて雪との仲を深めていく。
第十二話 別離の十一月
iOS版：2010年2月27日発売、Android版：2012年10月3日発売、ニンテンドー3DS版：2014年11月19日発売
しろの弱体化により町一帯では豪雪となり、しろに従う狼の群れが徘徊し始める。柾木は雪と共同生活を始め、一方でしろとは疎遠になる。柾木との対面を望むしろは外を歩く雪の前に姿を現すと、子供には父親が必要だと懇願して頭を地につけるが、雪はその頭を踏みつけて優越感に浸る。
柾木と仲間たちは年末の宴会を打ち合わせるために小料理屋「さなえ」に集まるが、店内は険悪な雰囲気に包まれる。そうした中、睦み合う耕平ともよりを見た早苗は怒りを爆発させて店を飛び出すがその直後、狼に襲われる。狼は雪の殺害を狙っていたのだが対象を誤り、噛まれた早苗の右脚は不随となる。後にしろは柾木と雪の部屋を訪れて罪を償いたいと語るも雪と言い争いになるが、ここで柾木は突如、子供を堕ろしてほしいと口にする。雪が子供を求めたことが全ての原因で耕平たちはそれに影響されたのだと主張し同意を求めるが、雪はその頬を張り倒し、柾木に見切りをつけた二人は産屋に籠り出産に専念することになる。

### 収斂の十二月
第十三話 収斂の十二月
PC版：2007年12月31日発売、iOS版：2010年3月26日発売、Android版：2012年10月3日発売、ニンテンドー3DS版：2014年12月24日発売
iOS/Android版には後述のウェブ企画追加シナリオ3作品も収録されており、本編読了後に閲覧可能となる。
本作は場面により柾木以外の人物の視点で進行する。
柾木は雪としろのいない空虚な日々を過ごす。一方産屋では、雪がしろを踏みつけたことを謝罪し和解するが、子供を堕ろせと言った柾木のことは許せずにいた。すると雪の容態が急変し、流産の危険があると考えたみかみは精神安定のために柾木を連れてくる必要があると語る。その後、周囲の説得により産屋を訪れた柾木が雪と再会し想いを伝えようとした時、雪は柾木の過去の発言を咎めながらも産屋で編んだマフラーを贈り、わだかまりは氷解する。
大晦日の夜、多紙神社での宴会は復縁した耕平と早苗を含む大勢が参加して盛り上がるが、その最中に、しろが出産しそうだとの連絡がみかみから入る。柾木が産屋に向かうため一人で暗い雪原を進んでいると、そこに狼のシロウが立ち塞がる。シロウはしろに対する柾木の仕打ちを憎み襲い掛かるが、結果的に共に重傷を負う痛み分けとなり、柾木はそのまま産屋に入る。しろが痛みに絶叫しながらも柾木に雪への発言を促すと、柾木は雪に指輪を渡してプロポーズし、子供を産んでほしいと口にする。雪が指輪を左手の薬指にはめた直後、辺りに産声が響き、しろは女児を抱きかかえる。力が戻ったしろは早苗の右脚を全快させ柾木が負傷した右腕に対しても同じ施しをしようとするが、柾木は、雪のために乗り越えてきた証を残しておきたいとして断る。
翌年三月の卒業式当日には雪が壇上で破水し十和田病院へ搬送される。それから年月が経過し、成長した雪の息子・悠木（ゆうき）としろの娘・ふゆが出会う場面で物語は幕を閉じる。

## 本編以外の作品

### ウェブ企画追加シナリオ
公式サイト上で12か月連続で実施されたキャラクター人気投票企画「投票の十二月」にて、得票数上位となったキャラクターのショートストーリーや壁紙画像の配信が行われた。
ショートストーリーは春季・夏季で得票数1位の蒼と秋季で得票数1位の雪をメインとする以下3作品で、いずれも公式サイトで無料配信されているほか、前述のように『収穫の十二月〜四季』とiOS/Android版『収斂の十二月』にも収録されている。
肖像の七月
PC版：2008年5月27日配信
蒼に関するショートストーリー。『神学の七月』と『祝祭の八月』の間の出来事。
多紙町を襲った神々の騒動の収束後、柾木たちは六式島へ向かうことになっていたが、柾木は蒼から呼び出され、六式島で着る水着を選ぶ準備を手伝ってほしいと頼まれる。柾木が答えを渋っていると、突然、蒼を慕う写真部の女子学生・遠美作ものみ（とおみまさかものみ）が現れ、しろとまよいの対決イベント（『闘劇の五月』）の際に女性陣の戯れで女装させられた柾木に蒼が覆い被さる場面の写真を見せて二人の組み合わせに需要があると力説する。そして次の日曜日にはなぜか、蒼、ものみ、女装した柾木の三人でデパートを訪れ水着選びを行うが、その様子を見たデパートの女性店員たちまでもが柾木の女装姿に興味を持ち始め、柾木は店内で逃げ惑うことになる。
漂泊の八月
PC版：2008年10月1日配信
蒼に関するショートストーリー。『収斂の十二月』から長い年月が経過した後の出来事。
上杉もよりが会長を務める上杉酒造から広告モデルの仕事を依頼され、各地を転々としていた蒼はスクーターに乗って久々に多紙町へ戻ってくる。その道中で小料理屋「さなえ」にいる耕平と早苗に会おうと引き戸に手を掛けるが施錠されていた。すると、一人の少年から夫婦旅行中で不在だと告げられる。その少年・十和田智木（とわだともき）は町を案内すると申し出て、蒼は仕事までのわずかな時間で町を巡り感傷に浸る。別れ際、蒼は智木の祖父母である柾木と雪の現状について話を聞いた後、智木が知人の少女・ゆかりとともに去っていく姿を見送る。
改革の十月
PC版：2009年2月7日配信
雪に関するショートストーリー。『破談の十月』よりも前で学園祭を間近に控えた時期の出来事。
西洋文化に疎く和装を好んでいる雪は、ある時、自らを西洋化したいと口にし、クラスメイトたちは驚く。理由を聞くと、柾木のために毎日作っている和食弁当について、柾木が最近食べ進めるのが遅く、自分に飽きてしまったのではないかと語る。一方、柾木はその当日に風邪で学校を欠席していたが、病院で薬をもらい自宅へ戻ると、メイド服を着た雪が出迎える。雪は看病のために試行錯誤するものの自身も風邪をひいて共に寝込むことになるが、そこで柾木は食が進まないのは風邪のせいだと説明し誤解は解ける。翌日の昼食時に雪が取り出した重箱には和風の味付けをした小さなハンバーガーがいくつも詰められており、柾木だけでなく仲間たちもそれを手に取り美味しさに舌鼓を打つ。

### 周縁の十二月〜冬
Android版：2013年12月7日発売、iOS版：2013年12月20日発売
書き下ろしシナリオ『血縁の九月』と、公募で採用されたゲストライターによるシナリオ『鈴蘭の四月』（脚本：視紙結）、『今昔の十二月』（脚本：柏菜）を収録。
鈴蘭の四月
『収斂の十二月』で卒業式を終えた翌月の四月の出来事。
無事出産した雪の退院当日、病院へ迎えに行こうとする柾木の前に多紙町の土地神の常盤（ときわ）が現れ、しろがいる社まで案内してほしいと頼まれる。柾木は用事を理由に断ろうとするものの常盤の妖艶さで誘惑されるが、既に一人で退院していた雪にその様子を見られ怒りを買う。更にそのあと他の仲間たちにも目撃されるが、ここで常盤は懐中時計を取り出すと、時間を限定的に戻す自身の能力を発動させて直前の仲間たちとの出会いをなかったことにする。
柾木と常盤は社に到着ししろと再会するが、ここで常盤がしろへのプレゼントだとして手を叩くと社のテレビがつき、帰宅した雪がいる部屋が映し出される。そして直後に常盤がその部屋へ瞬間移動すると雪を金縛りにし傍にいた息子の悠木を抱え上げる。常盤は、しろを選ばず苦しませた柾木に復讐心を抱き続けており、報復手段として雪と悠木の時間を雪の懐妊前まで戻し悠木の存在を抹消しようとしていた。皆が危機的状況の打開策を模索する中、これまでの常盤の言動を振り返る柾木に一つの考えが浮かび、常盤の真の目的はしろに嫌われることだったと主張すると、常盤の強硬姿勢が一変し雪と悠木は解放される。常盤は人々からの信仰心が薄れたことで間もなく死を迎えようとしており、しろに懐中時計を手渡すと再会を誓い消滅する。
一週間後、しろのもとにやってきた常盤の兄・時生（ときお）は、常盤を看取ってくれたことを感謝しつつ、懐中時計が動き出した時に常盤は現れると語る。そしてその時は訪れ、常盤の後ろ姿が見えたところで物語は終わる。
血縁の九月
『子宮の九月』の出来事を蒼の視点から見た物語。
蒼は、柾木と一か月限定の恋人関係にある中平ゆかりについて、しろが生み出した存在であることに気づいていたが、その理由まではわからなかった。そうした中、ゆかりから自分たちの恋路を手伝ってほしいと頼まれた蒼は、苛立ちを覚えながらも興味を示し引き受けることになる。その後、ゆかりの真相をしろに尋ねようと蒼が社を訪れると、中ではしろと雪が子供の教育のためとして人形遊びをしており、質問してもゆかりに無関心なそぶりを見せる。しかし、日をおいて再び二人と出会った際には人形遊びに飽きたと語り、同時にゆかりに対する反感の言葉を口にする。蒼はいつしかゆかりに同情心を抱くようになっていた。そして九月末日、柾木に最後の告白をしようと駅へ向かうゆかりを見送った蒼は、柾木にゆかりの真実を伝えなければならないとの思いに駆られスクーターを走らせる。
今昔の十二月
『収斂の十二月』の最後で悠木とふゆが出会う場面の続きから始まる。
都会暮らしに疲れて多紙町へ帰郷した学生の悠木は、雪山を進む中で十五歳ほどの姿をした土地神のふゆに出会い、意気投合した二人は町の高校を訪れる。校舎内を歩いていると突然、技術科準備室から爆発音が鳴り、中に入るとまよいが実験失敗を悔やみ頭を抱えていた。先程の爆発は部屋の中央に置いた巨大な鐘に宿る神の力を抽出しようとして暴走を招いたためだとの説明を受ける中、ふゆが何気なく拳で鐘を叩くと突然鐘が光を放ち辺りを包む。
悠木とふゆは、柾木が雪としろに出会う前の過去の多紙町で目を覚ます。ふゆはこの時代の柾木と遭遇して一時的に行動を共にしたのちに悠木と再会し、柾木は悠木を見て怪訝に思いつつもその場を立ち去る。すると今度は、多紙町の外にいたため時間逆行を免れた蒼が現れ、妹のふゆに挨拶する。蒼は、過去に戻ったのはふゆが過去の世界で何かを望んでいるからだと説明するが、ふゆには心当たりがない。ここで蒼がふゆの父親は柾木だと告げるとふゆは衝撃を受ける。これまで母が振られた話は聞いていたが相手については話がなく、ふゆは父にもう一度会い母と自分を選ぶよう過去を変えたいとの一心で柾木の家へ向かいデートに連れ出す。しかしその最中に柾木が雪としろから立て続けに告白され共に受け入れる場面を目の当たりにすると、介入は蛇足だと感じて諦める。ふゆは過去の高校の技術科準備室で待っていた悠木に事の顛末を語った後、部屋の中心にあった透明な鐘を突くと、辺りは光に包まれ二人は元の時代へ戻る。
悠木が帰宅すると、柾木がふゆらしき相手から届いた手紙を見て顔を緩ませており、悠木を山登りに誘う。一方、悠木に興味を持ったふゆは、帰宅後にしろから催促されて一日の出来事を語った後、学校に行きたいと伝える。

### 周縁の十二月〜白
Android/iOS版：2015年8月7日発売
書き下ろしシナリオ『周縁の十二月』と、公募で採用されたゲストライターによるシナリオ『間隙の六月』（脚本：ちはや）、『所属の七月』（脚本：Zodiac）を収録。
間隙の六月
『神学の七月』よりも前の六月の出来事。
柾木はここ最近、凄惨な夢を繰り返し見ていた。そしてある時、耕平と瑞穂は別々の場所で柾木が倒れているのを発見する。耕平が見つけたのは、平行世界の少し先の未来からやってきたもう一人の柾木だった。この状況についてしろは、魂の波長が夢を通じて別世界の自分と偶然重なった時に門が開き魂がやってくることがあると説明する。
体調が戻った二人の柾木は平行世界の柾木が元の世界に帰る手段を探るが、一方で平行世界の柾木はしろとまよいの協力を得て神殺しのハンドガンを作成し、その際にしろから最初に倒れていた場所で元の世界に戻せるとの話を聞く。そしてその晩、平行世界の柾木はこの世界に来た経緯を語る。平行世界で柾木は雪を選んだが、嫉妬に駆られたしろが凶暴化して雪が瀕死となり、柾木にも殺意を向けられた時、しろの力が暴走したことによりこの世界に飛ばされたのだった。
しろなどの神々の力により扉となる結界が作られ、平行世界の柾木が間もなく帰ろうという時、突然、平行世界のしろが現れ急襲する。攻撃の応酬の末、平行世界のしろはハンドガンの威力に屈し、瞬間的に正気を取り戻すと辞世の言葉を残して掻き消える。そして平行世界の柾木はハンドガンを置くと、光に包まれ元の世界へ帰還する。
所属の七月
『収斂の十二月』の卒業式の後、柾木が大学に入学して数か月が経過した時期の出来事。
柾木は、父の紺野貴木（こんのたかき）が教授を務める神学部で学んでいたが、その貴木から学部の実績を大学にアピールするため論文を作成してほしいと頼まれ、前年の夏（『祝祭の八月』）に訪れた六式島へ調査に向かう。島では一曲など懐かしい面々と再会しつつ島の歴史書を読み進め、三週間ほど滞在する。
滞在最終日、柾木は曲とともに島の洞窟に入る。一年前、この洞窟には曲を豹変させた巨大な檻水晶（おりずいしょう）があったが、現在は、研究目的で洞窟を管理する大学により持ち去られていた。曲は、無くなったことの寂しさと嬉しさが混在した複雑な感情を口にしながらも、孤独感に苛まれていた以前とは違い自分の居場所がある現状に清々しさを感じ笑みを浮かべる。
周縁の十二月
蒼を中心とした『収斂の十二月』のサイドストーリー。
柾木と耕平の周囲が険悪な雰囲気に包まれる中、騒動の蚊帳の外にいる蒼は、同居する後輩の田上桜からクリスマスイブの日に託児所で人形劇を行うボランティアに誘われ、その後、上杉もよりもメンバーに加わる。脚本は蒼の提案で自分たちのこれまでの十二か月を題材とすることを決め、人形はまよいの発明品により制作される。その傍らで蒼はしろと雪を見舞いに社へ向かうが、二人の精神が不安定であることを利用し、訪問後、九月（『子宮の九月』）に消滅したはずの中平ゆかりを再び出現させる。ゆかりは人形劇制作に参加し人形の縫製も行う。
人形劇の上演当日、演目はつつがなく進行するが、劇の終盤で山の神の使いが「男の子」に対し「神の娘」と「長者の娘」を選ぶのか否かを問う場面を迎えると、ナレーションをしていた蒼は結末を伝えられず言葉に詰まる。するとゆかりが急遽「人形の娘」を登場させ、誰を選んでも誰かを悲しませると語り劇は終了する。
大晦日の夜、多紙神社での宴会に向かう蒼の傍にはゆかりがいた。ゆかりは柾木に会うと消滅する運命にあったが、宴会に行かずに蒼たちの家へ戻ると語り、今後も生きることを選ぶ。

## 主な登場人物
担当声優はドラマCD版のもので、ゲーム内ではキャラクターボイスを採用していない。
紺野 柾木（こんの まさき）
声 - 古河徹人
主人公の高校生。
女性からの愛の告白をとりあえず受け入れる優柔不断さを持つ一方で、深入りされることを拒む。現実的でないものを好み、神学の話題では饒舌になる。何かに絶望すると「これだから現実は救いがたい」という言葉を口癖のように言う。
しろ
声 - 小林眞紀
多紙町の土地神の少女。年齢は数百歳で老人語を用いて話す。狼のシロウを連れており、時に背中に乗って移動する。
多紙町の住人たちから「しろ様」と呼ばれ親しまれているが、時折ぞんざいに扱われることもある。ハーゲンダッツのアイスクリームが大好物。
十和田 雪（とわだ ゆき）
声 - 瑞沢渓
柾木の同級生。十和田家の一人娘。普段から着物を着用し会話では古風な言い回しを用いる。
十和田家を継ぐ者として厳格に育てられたが世間知らずな一面もある。柾木が少しでも不埒な態度をとると「クビキリ丸」と名付けた薙刀を振りかざす。
遠山 瑞穂（とおやま みずほ）
声 - 青葉りんご
柾木の後輩で、耕平の妹。高校の生徒会長を務める。上級生である柾木たちの教室に頻繁にやって来る。
唐突にリーダーシップを発揮しようとし、周囲がこれにしばしば振り回される。生徒会では自分より下の立場であるはずの上杉もよりから邪険に扱われる。
遠山 耕平（とおやま こうへい）
声 - 石原大彦
柾木の同級生で、瑞穂の兄。
柾木とは困りごとを互いに相談しあえる仲。女性に対して無意識に優しくし気を持たせてしまうことがある。セクシーなビデオや本を愛好し隠し持っているが、瑞穂や母親には所在がばれている。
森野 早苗（もりの さなえ）
声 - 飯野ユウ
柾木の同級生。実家は小料理屋「さなえ」を営んでおり、柾木と耕平がアルバイトをしている。
普段はおっとりしているが、耕平に関することになると積極的に発言する。少し太めな体型を気にしている。
十和田 真白（とわだ ましろ）
雪の母親。十和田家の当主。早苗の母親の裕美とは同級生の間柄。
多紙町で大きな影響力を持ち、丁寧な言葉遣いながら相手に威圧感を与える。一方、夫の歩に対してはからかうような言動をとることもある。
十和田 歩（とわだ あゆむ）
雪の父親。10代の時に十和田家に婿入りしている。
雪の将来を案じる一方で、かつての自分と同じ立場に置かれている柾木に対しても心配する。
まみちゃん
柾木の母親。本人自ら「まみちゃん」と名乗っており、作中で本当の名前は明かされない。
少女のような姿をしており、型破りな言動で周囲をしばしば困惑させる。主婦業を放棄して熱中するほどのコンピュータゲーム好きで、自動車の運転もゲーム感覚で行う。
まどい
酒島町の土地神の少年。年齢は百歳程度。
多紙町に来てからは瑞穂を慕い瑞穂の家の部屋に滞在する。中性的な顔立ちをしており、学校で女性陣から女子用の体操服を着せられる。
上杉 もより（うえすぎ もより）
柾木の後輩。生徒会で書記を務める。実家は酒造会社の上杉酒造。
周囲に対して攻撃的な言動をとり目上の人物であっても容赦しないが、好意を抱く耕平に対しては態度が異なり、学園祭の際には早苗がいる前で耕平を誑かし懐柔する。
田上 桜（たがみ さくら）
柾木の後輩。祖父は将棋好きで、耕平や蒼と対局することもある。
明るい性格で周囲から好かれている。耕平に好意を抱いているが耕平からは子ども扱いされる。
紺野 貫（こんの ぬき）
柾木のいとこ。高身長でバレーボールが得意。
柾木が高校三年生になった四月以降に柾木の家に滞在するようになり、就寝時には柾木の体を抱き枕代わりにしている。
蒼（あお）
しろの娘。年齢は約百歳。自身の神の力を発動させて多紙町の人々の記憶を書き換え、田上桜の姉の「田上蒼」と名乗っているが、当の桜をはじめ周囲からはしろの娘であると気づかれている。
多紙町に来る前にはファッションモデルとして活動しており遠山兄妹も蒼のファンだった。柾木に対して特に深入りしているが、自身が可愛いと思う対象であれば男女問わず触手を伸ばす。
まよい
まどいの姉。20代中盤から後半の見た目。まどいと違い土地神としての力はない。
神の力を宿した道具の制作を生きがいとしている。ことあるごとに絶叫し周囲から鬱陶しがられることもある。柾木の父親の紺野貴木が著した神学の書籍を愛読している。
かすみ
まよいとともに現れる幼女。
子供らしからぬ難解で下品な言い回しを多用するが、お菓子を与えると途端に子供らしくなる。また、時折リスに姿を変え、まよいと通販番組のようなやり取りをすることもある。

## 主題歌
収穫の十二月（収穫の十二月〜冬 主題歌）
歌：癒月、作詞：ミカヅキカゲリ、作編曲：白夜
Spring, Blue（収穫の十二月〜春 主題歌）
歌：天乙准花、作詞：竹田、作編曲：白夜
今宵、牙なき月の下で（収穫の十二月〜夏 主題歌）
歌：天乙准花、作詞：竹田、作編曲：白夜
高秋のイデア（収穫の十二月〜秋 主題歌）
歌：結女、作詞/作編曲：白夜
SEASON OF SNOW（収斂の十二月 主題歌）
歌：petal、作詞/作編曲：白夜

## サウンドトラック
収穫の十二月 オリジナルサウンドトラック
2008年5月5日発売
ボーナストラックとして『収穫の十二月〜夏』で使用された『神事闘劇カーニバル』のバトル曲などを収録。

## 漫画
メディアファクトリー運営のフィーチャーフォン向けサイト「メディファク☆モバイル」にて連載。作画は三浦純で本作が連載デビュー作。単行本全2巻。
ゲーム本編第一話の『収穫の十二月』を漫画化している。
- 収穫の十二月 1（2011年4月23日発売、ISBN 9784840137928）
- 収穫の十二月 2（2011年12月22日発売、ISBN 9784840140829）

## ドラマCD
収穫の十二月ドラマCD『秘湯の十月』
2012年5月5日発売